# Mary Elliott Hill
Pour les articles homonymes, voir Hill.
Mary Elliott Hill (5 janvier 1907 à South Mills, États-Unis, 12 février 1969 à Frankfort) est une chimiste organicienne et analytique. Elle est l'une des premières femmes afro-américaines à avoir obtenu une maîtrise en chimie et à devenir chimiste professionnelle. Hill développe entre autres des méthodes spectroscopiques de suivi réactionnel et, en collaboration avec son mari Carl McClellan Hill, mettent au point des méthodes de synthèse de cétènes, ce qui a notamment favorisé le développement de plastiques,.

## Début de la vie et éducation
Mary Hill est née dans la petite ville ségréguée de South Mills, en Caroline du Nord, le 5 janvier 1907 et avait deux frères. Sa mère était Frances Bass et son père, Robert Elliott, était pompier,.
Mary Hill commence à fréquenter le Virginia State College for Negroes, aujourd'hui Virginia State University (VSU), en 1925, et obtient sa licence en chimie en 1929.

## Carrière
Après avoir obtenu son diplôme, Mary Hill commence à enseigner en 1930 au Laboratory High School de VSU. En 1932, elle enseigne la chimie à temps partiel au Hampton Institute, devenant membre du corps enseignant à plein temps en 1937. De 1938 à 1942, elle enseigne à VSU. Hill a également entrepris des études supérieures à l'université de Pennsylvanie pendant les étés, lui permettant de recevoir sa maîtrise en chimie en 1941. Elle devient ainsi la première Afro-Américaine à obtenir ce diplôme,.
Elle enseigne au Bennett College à Greensboro, en Caroline du Nord, pendant un an avant d'être nommée professeure adjointe de chimie au Tennessee A&I State College, une université historiquement noire, aujourd'hui connue sous le nom de Tennessee State University,. Elle y exerce en tant que professeure de chimie de 1944 à 1962, et est la directrice par intérim du département de chimie de 1951 à 1962. En 1962, son mari, qui avait été le doyen de la School of Arts and Sciences du Tennessee A&I, accepte le poste de président du Kentucky State College (aujourd'hui Kentucky State University) à Frankfort, dans le Kentucky,. Mary Hill suit alors son mari et est nommée professeure de chimie dans cette même université.
Mary et Carl ont travaillé en équipe, Mary se spécialisant en tant que chimiste analytique. Les Hill ont utilisé des réactifs de Grignard pour mettre au point des synthèses chimiques de cétènes. Leurs recherches ont été financées par des subventions de la Fondation nationale pour la science (NSF) et de l'U.S. Air Force. Mary Hill développe les méthodes analytiques pour ce travail, et s'est spécialisée dans l'utilisation de monomères contenant la fonction cétène. Elle a utilisé des méthodes spectroscopiques, notamment la spectrophotométrie ultraviolette dans ses études et travaille à l'élaboration de méthodes analytiques permettant de suivre le déroulement des réactions chimiques,,. Ses méthodes ont été utilisées pour déterminer la solubilité de différents composés dans des solutions non aqueuses, ce qui a permis aux chimistes de synthèse de son groupe d'identifier, d'isoler et de quantifier les produits,,. Les processus applicables comprenaient la polymérisation des cétènes, qui est utilisée dans la synthèse de certains plastiques,.
Mary Hill a créé des divisions étudiantes de l'American Chemical Society dans certaines des universités historiquement noires où elle enseigne. On estime qu'au moins 20 de ses étudiants sont devenus par la suite professeurs de chimie, et elle a remporté des prix pour son enseignement,. Elle était également membre de la Tennessee Academy of Science, du National Institute of Science, des sociétés honorifiques Alpha Kappa Alpha National Honor Society et Beta Kappa Chi,.

## Publications
Mary Hill est co-autrice de plus de 40 articles, mais n'a jamais figuré comme autrice principale. Elle a également collaboré à la rédaction de deux manuels scolaires,, Le premier, General College Chemistry (1944), est rédigé conjointement avec son mari Carl Hill et avec Myron B. Towns. Le manuel de laboratoire Experiments in Organic Chemistry (1954) fait l'objet de quatre éditions,.

## Vie personnelle
Mary Hill était mariée à Carl McClellan Hill, mais la date exacte de leur mariage est inconnue. Ils se seraient mariés deux ans après qu'elle lui ait été présentée par un camarade de classe à l'âge de 16 ans, ou pendant sa deuxième année au Virginia State College, ce qui suggère que leur mariage eut lieu quelque part entre 1925 et 1927. Avec son mari, elle a eu trois enfants. Dans une interview parue dans un journal en 1963, les passe-temps mentionnés étaient la lecture, l'étude de l'allemand et du russe, le jardinage et regarder le football. Les Hills étaient des membres actifs de leurs églises presbytériennes de Nashville, Tennessee, et de Frankfort, Kentucky.
Les Hills venaient de rentrer d'un voyage en Angleterre, lorsque Mary décède d'un "problème cardiaque" qu'elle avait "depuis un certain temps", à l'hôpital King's Daughters de Frankfort, Kentucky, le 12 février 1969.